# Trent McDuffie
Trent McDuffie (Westminster, 13 settembre 2000) è un giocatore di football americano statunitense che milita nel ruolo di cornerback per i Kansas City Chiefs della National Football League (NFL).

## Carriera universitaria
McDuffie nella sua prima stagione a Washington, nel 2019, disputò tutte le 13 partite, di cui 11 come titolare. Complessivamente mise a segno 45 tackle e un intercetto. L'anno seguente partì come titolare in tutte le 4 gare degli Huskies, con 14 placcaggi e un intercetto. Nel 2021, la sua ultima stagione nel college football, fu inserito nella formazione ideale della Pacific-12 Conference.

## Carriera professionistica
McDuffie era considerato da diverse pubblicazioni come una delle prime scelte nel Draft NFL 2022. Il 28 aprile venne scelto come 21º assoluto dai Kansas City Chiefs. Debuttò come professionista partendo come titolare nella gara del primo turno vinta contro gli Arizona Cardinals mettendo a segno un tackle. La sua prima stagione regolare si concluse con 28 placcaggi, un sack, un fumble forzato e 7 passaggi deviati in 11 presenze, tutte come titolare. Il 12 febbraio 2023, nel Super Bowl LVII vinto contro i Philadelphia Eagles per 38-35, McDuffie mise a segno 5 tackle e forzò un fumble, conquistando il suo primo titolo.
Nel 2023 McDuffie fu inserito nel First-team All-Pro. L'anno seguente nel Second-team All-Pro.

## Palmarès

### Franchigia
- Super Bowl : 2

Kansas City Chiefs: LVII, LVIII
- American Football Conference Championship: 3

Kansas City Chiefs: 2022, 2023, 2024

### Individuale
- First-team All-Pro: 1

2023
- Second-team All-Pro: 1

2024